# Josiah Zion Gumede
Ne doit pas être confondu avec Josiah Gumede.
Josiah Zion Gumede, né le 19 septembre 1919 et mort le 28 mars 1989, est un homme d'État. Il fut l'unique président du Zimbabwe-Rhodésie.
La Zimbabwe-Rhodésie correspond à une solution intérieure tentée par Ian Smith pour régler le problème racial de la Rhodésie unilatéralement indépendante depuis 1965. Les accords de Salisbury du 3 mars 1978, signés entre Smith et trois dirigeants africains modérés, Abel Muzorewa, le révérend Sitholé et le Chef Chirau, prévoyaient la formation d'un gouvernement multiracial intérimaire chargé de mettre en place une nouvelle constitution.

## Biographie
Josiah Gumede est né à Bembesi, dans le district de Bubi (aujourd'hui dans le nord du pays ), en Rhodésie du Sud. Il a fait ses études à la Mission commémorative David Livingstone et à la Mission Matopo avant d’être inscrit dans la province du Cap (Afrique du Sud) en 1946. Il a enseigné dans diverses écoles de mission et dans des écoles publiques et a mis fin à sa carrière d’enseignant. Il a été assistant adjoint à l'information et à l'éducation du gouvernement de la Rhodésie et du Nyassaland à la Rhodesia House de Londres entre 1960 et 1962. Il a ensuite rejoint le ministère des Affaires extérieures (1963-1965).
Il a aussi été secrétaire général de l’Association des enseignants africains de Rhodésie ; membre du conseil d'administration du Wankie Disaster Relief Fund; administrateur de la Tribal Trust Land Development Corporation; et un membre du conseil de la Bibliothèque nationale libre de Rhodésie. Il était également un ancien ordonné de l' Église presbytérienne d'Afrique du Sud.
Gumede est le grand-père de l'actrice de télévision britannique Natalie Gumede. 
Le 21 mars 1978, le premier gouvernement multiracial de Rhodésie est formé avec un conseil exécutif réunissant les signataires de l'accord. En janvier 1979, Smith fait ratifier la nouvelle constitution par les Blancs. La constitution est négociée avec Muzorewa mais celui-ci fut désavoué par tous les autres mouvements noirs, les Nations unies et le Royaume-Uni, ancienne puissance coloniale.
En avril 1979, les élections multiraciales sont massivement suivies par la population noire mais seuls les partis ayant ratifié l'accord de Salisbury peuvent présenter des candidats. Le parti de Muzorewa remporte 51 des 100 sièges du parlement. Le Front rhodésien de Ian Smith remporte l'intégralité des 28 sièges du collège électoral blanc.
Le 1er juin 1979, Abel Muzorewa devient le premier premier ministre noir de Zimbabwe-Rhodésie. Ian Smith reste ministre dans le nouveau gouvernement qui comprenait 12 ministres noirs et 5 ministres blancs, et Josiah Zion Gumede succède au dernier président blanc du pays. Il préside jusqu'au 7 décembre 1979.
L'absence de reconnaissance internationale et la pression de la guérilla empêchent le nouveau gouvernement d’assoir sa légitimité. Le 12 décembre 1979, Lord Soames devient gouverneur général de la colonie de Rhodésie avec les pleins pouvoirs, signant ainsi l'acte de décès de la Zimbabwe-Rhodesie.